# نووا موراوا
نووا موراوا (به لاتین: Nowa Morawa) یک روستا در لهستان است که در گمینا سترونگه شلانسکیه واقع شده‌است. نووا موراوا ۴۰ نفر جمعیت دارد و ۷۰۰ متر بالاتر از سطح دریا واقع شده‌است.